# Independent Spirit Award per il miglior attore non protagonista
L'Independent Spirit Award per il miglior attore non protagonista (Independent Spirit Award for Best Supporting Male) è stato un premio cinematografico assegnato annualmente dal 1988 dall'organizzazione non-profit IFP/West (ridenominata dal 2005 Film Independent) al miglior attore non protagonista di un film indipendente statunitense.
Due soli attori hanno ricevuto questo riconoscimento più di una volta: Benicio del Toro (in due edizioni consecutive, nel 1996 per I soliti sospetti e nel 1997 per Basquiat) e Steve Buscemi (nel 1993 per Le iene e nel 2002 per Ghost World).
Nel 2023, è stato annunciato che le quattro categorie di recitazione sarebbero state ritirate e sostituite con due categorie neutrali: migliore interpretazione protagonista e migliore interpretazione non protagonista.

## Vincitori e candidati
I vincitori sono indicati in grassetto, a seguire gli altri candidati.

### Anni 1980
- 1988: Morgan Freeman - Street Smart - Per le strade di New York (Street Smart) 
  - James Earl Jones - Matewan
  - Wings Hauser - I ragazzi duri non ballano (Tough Guys Don't Dance)
  - Vincent Price - Le balene d'agosto (The Whales of August)
- 1989: Lou Diamond Phillips - La forza della volontà (Stand and Deliver)  
  - John Turturro - Dentro la grande mela (Five Corners)
  - Divine - Grasso è bello (Hairspray)
  - John Lone - Moderns (The Moderns)
  - Ernest Borgnine - The Mafia Kid (Spike of Bensonhurst)

### Anni 1990
- 1990: Max Perlich - Drugstore Cowboy
  - Steve Buscemi - Mystery Train - Martedì notte a Memphis (Mystery Train)
  - Screamin' Jay Hawkins - Mystery Train - Martedì notte a Memphis (Mystery Train)
  - Gary Farmer - Oltre la riserva (Powwow Highway)
  - Scott Coffey - Shag l'ultima follia (Shag)
- 1991: Bruce Davison - Che mi dici di Willy? (Longtime Companion)
  - Tom Towles - Henry pioggia di sangue (Henry: Portrait of a Serial Killer)
  - Robin Harris - House Party
  - Ben Lang - Tutti contro Harry (The Plot Against Harry)
  - Willem Dafoe - Cuore selvaggio (Wild at Heart)
- 1992: David Strathairn - La città della speranza (City of Hope) 
  - William H. Macy - Homicide
  - Glenn Plummer - Pastime
  - John Malkovich - Sognando Manhattan (Queens Logic)
  - George T. Odom - Straight Out of Brooklyn
- 1993: Steve Buscemi - Le iene (Reservoir Dogs)  
  - Jeff Goldblum - Massima copertura (Deep Cover)
  - David Strathairn - Amori e amicizie (Passion Fish)
  - William Forsythe - Vita di cristallo (The Waterdance)
  - Wesley Snipes - Vita di cristallo (The Waterdance)
- 1994: Christopher Lloyd - Un pezzo da 20 (Twenty Bucks)
  - Edward Furlong - American Heart
  - David Chung - The Ballad of Little Jo
  - Tate Donovan - Inside Monkey Zetterland
  - Todd Field - Ruby in Paradiso (Ruby in Paradise)
- 1995: Chazz Palminteri - Pallottole su Broadway (Bullets Over Broadway)
  - Nicholas Turturro - Federal Hill
  - Giancarlo Esposito - Fresh
  - Eric Stoltz - Pulp Fiction
  - Larry Pine - Vanya sulla 42esima strada (Vanya on 42nd Street)
- 1996: Benicio del Toro - I soliti sospetti (The Usual Suspects)
  - David Morse - Tre giorni per la verità (The Crossing Guard)
  - Max Perlich - Georgia
  - James LeGros - Si gira a Manhattan (Living in Oblivion)
  - Harold Perrineau - Smoke
- 1997: Benicio del Toro - Basquiat
  - Gary Farmer - Dead Man
  - Richard Jenkins - Amori e disastri (Flirting with Disaster)
  - Kevin Corrigan - Parlando e sparlando (Walking and Talking)
  - Matthew Faber - Fuga dalla scuola media (Welcome to the Dollhouse)
- 1998: Jason Lee - In cerca di Amy (Chasing Amy)
  - Roy Scheider - I segreti del cuore (The Myth of Fingerprints)
  - Efrain Figueroa - Star Maps
  - Ajay Naidu - SubUrbia
  - Samuel L. Jackson - Sydney
- 1999: Bill Murray - Rushmore
  - James Coburn - Affliction
  - Charles S. Dutton - Blind Faith
  - Philip Seymour Hoffman - Happiness - Felicità (Happiness)
  - Gary Farmer - Smoke Signals

### Anni 2000
- 2000: Steve Zahn - Happy, Texas
  - Clark Gregg - The Adventures of Sebastian Cole
  - Terrence Howard - The Best Man
  - Charles S. Dutton - La fortuna di Cookie (Cookie's Fortune)
  - Luis Guzmán - L'inglese (The Limey)
- 2001: Willem Dafoe - L'ombra del vampiro (Shadow of the Vampire) 
  - Gary Oldman - The Contender
  - Giovanni Ribisi - The Gift - Il dono (The Gift)
  - Cole Hauser - Tigerland
  - Billy Dee Williams - The Visit
- 2002: Steve Buscemi - Ghost World
  - John C. Reilly - Anniversary Party (The Anniversary Party)
  - Garrett Morris - Jackpot
  - Billy Kay - L.I.E.
  - Don Cheadle - Things Behind the Sun
- 2003: Dennis Quaid - Lontano dal Paradiso (Far from Heaven)
  - John C. Reilly - The Good Girl
  - Peter Weller - Ivansxtc
  - Ray Liotta - Narc - Analisi di un delitto (Narc)
  - Alan Arkin - Tredici variazioni sul tema (Thirteen Conversations About One Thing)
- 2004: Djimon Hounsou - In America - Il sogno che non c'era (In America) 
  - Judah Friedlander - American Splendor
  - Alessandro Nivola - Laurel Canyon
  - Peter Sarsgaard - L'inventore di favole (Shattered Glass)
  - Troy Garity - Soldier's Girl
- 2005: Thomas Haden Church - Sideways - In viaggio con Jack (Sideways) 
  - Roger Robinson - Brother to Brother
  - Aidan Quinn - Cavedweller
  - Peter Sarsgaard - Kinsey
  - Jon Gries - Napoleon Dynamite
- 2006: Matt Dillon - Crash - Contatto fisico (Crash)
  - Jeffrey Wright - Broken Flowers
  - Jesse Eisenberg - Il calamaro e la balena (The Squid and the Whale)
  - Barry Pepper - Le tre sepolture (The Three Burials of Melquiades Estrada)
  - Firdous Bamji - The War Within
- 2007: Alan Arkin - Little Miss Sunshine
  - Channing Tatum - Guida per riconoscere i tuoi santi (A Guide to Recognizing Your Saints)
  - Daniel Craig - Infamous - Una pessima reputazione (Infamous')
  - Paul Dano - Little Miss Sunshine
  - Raymond J. Barry - Steel City
- 2008: Chiwetel Ejiofor - Parla con me
  - Kene Holliday - Great World of Sound
  - Marcus Carl Franklin - Io non sono qui (I'm Not There)
  - Irfan Khan - Il destino nel nome - The Namesake (The Namesake)
  - Steve Zahn - L'alba della libertà (Rescue Dawn)
- 2009: James Franco - Milk
  - Anthony Mackie - The Hurt Locker
  - Charlie McDermott - Frozen River - Fiume di ghiaccio (Frozen River)
  - JimMyron Ross - Ballast
  - Haaz Sleiman - L'ospite inatteso (The Visitor)

### Anni 2010
- 2010: Woody Harrelson - Oltre le regole - The Messenger (The Messenger)
  - Jemaine Clement - Gentlemen Broncos
  - Christian McKay - Me and Orson Welles
  - Ray McKinnon - That Evening Sun
  - Christopher Plummer - The Last Station
- 2011[4]: John Hawkes - Un gelido inverno (Winter's Bone)
  - Samuel L. Jackson - Mother and Child
  - Bill Murray - Get Low
  - John Ortiz - Jack Goes Boating
  - Mark Ruffalo - I ragazzi stanno bene (The Kids Are All Right)
- 2012[5]: Christopher Plummer - Beginners
  - Albert Brooks - Drive
  - John Hawkes - La fuga di Martha (Martha Marcy May Marlene)
  - John C. Reilly - Benvenuti a Cedar Rapids (Cedar Rapids)
  - Corey Stoll - Midnight in Paris
- 2013[6]: Matthew McConaughey - Magic Mike
  - David Oyelowo - Middle of Nowhere
  - Michael Peña - End of Watch - Tolleranza zero  (End of Watch)
  - Sam Rockwell - 7 psicopatici (Seven Psychopaths)
  - Bruce Willis - Moonrise Kingdom - Una fuga d'amore (Moonrise Kingdom)
- 2014[7]: Jared Leto - Dallas Buyers Club
  - Michael Fassbender - 12 anni schiavo (12 Years a Slave)
  - Will Forte - Nebraska
  - James Gandolfini - Enough Said
  - Keith Stanfield - Short Term 12
- 2015[8]: J. K. Simmons - Whiplash
  - Riz Ahmed - Lo sciacallo - Nightcrawler
  - Ethan Hawke - Boyhood
  - Alfred Molina - I toni dell'amore - Love Is Strange
  - Edward Norton - Birdman
- 2016[9]: Idris Elba - Beasts of No Nation
  - Kevin Corrigan - Results
  - Michael Shannon - 99 Homes
  - Paul Dano - Love & Mercy
  - Richard Jenkins - Bone Tomahawk
- 2017[10]: Ben Foster - Hell or High Water
  - Ralph Fiennes - A Bigger Splash
  - Lucas Hedges - Manchester by the Sea
  - Shia LaBeouf - American Honey
  - Craig Robinson - Morris from America

- 2018[11]: Sam Rockwell - Tre manifesti a Ebbing, Missouri (Three Billboards Outside Ebbing, Missouri)
  - Nnamdi Asomugha - Crown Heights
  - Armie Hammer - Chiamami col tuo nome (Call Me by Your Name)
  - Barry Keoghan - Il sacrificio del cervo sacro (The Killing of a Sacred Deer)
  - Benny Safdie - Good Time

- 2019[12]: Richard E. Grant - Copia originale (Can You Ever Forgive Me?)
  - Raúl Castillo - Quando eravamo fratelli (We the Animals)
  - Adam Driver - BlacKkKlansman
  - Josh Hamilton - Eighth Grade - Terza media (Eighth Grade)
  - John David Washington - Monsters and Men

### Anni 2020
- 2020[13]: Willem Dafoe - The Lighthouse
  - Noah Jupe - Honey Boy
  - Shia LaBeouf - Honey Boy
  - Jonathan Majors - The Last Black Man in San Francisco
  - Wendell Pierce - Burning Cane
- 2021[14]: Paul Raci - Sound of Metal
  - Colman Domingo - Ma Rainey's Black Bottom
  - Orion Lee - First Cow
  - Glynn Turman - Ma Rainey's Black Bottom
  - Benedict Wong - Nine Days
- 2022[15]: Troy Kotsur - CODA - I segni del cuore (CODA)
  - Colman Domingo - Zola
  - Meeko Gattuso - Queen of Glory
  - Will Patton - Sweet Thing
  - Chaske Spencer - Wild Indian